# GSC2406-2117
GSC2406-2117 — хімічно пекулярна зоря спектрального класу B9, що має видиму зоряну величину в смузі V приблизно 11,3.